# Epuraea limbata
Epuraea limbata – gatunek chrząszcza z rodziny łyszczynkowatych i podrodziny Nitidulinae. Zamieszkuje palearktyczną Eurazję od Półwyspu Iberyjskiego po Syberię.

## Taksonomia
Gatunek ten opisany został po raz pierwszy w 1787 roku przez Johana Christiana Fabriciusa pod nazwą Nitidula limbata.

## Morfologia
Chrząszcz o krótkim i szerokim, owalnym w zarysie, z wierzchu płasko wysklepionym ciele długości od 2 do 2,8 mm. Ubarwienie wierzchu ciała typowo jest rdzawoczerwone do rdzawobrązowego, często z ciemniejszą plamą na środkach pokryw lub przyciemnieniem na ich wierzchołkach, jednak trafiają się osobniki ciemniejsze, o barwie nawet niemal całkowicie czarnej. Przedplecze jest silnie poprzeczne, najszersze nieco przed podstawą, o przedniej krawędzi wyraźnie wyciętej, przednich kątach ku przodowi wystających, zaopatrzone w poprzeczne wklęśnięcie przed krawędzią tylną. Przedplecze i pokrywy mają szerokie, rynienkowate obrzeżenie krawędzi bocznych. Pokrywy są nieco dłuższe niż ich łączna szerokość, w tylnej części jajowato zwężone. Zapiersie jest niewiele dłuższe od pierwszego z widocznych sternitów odwłoka. Odnóża mają stopy o pazurkach pozbawionych ząbków u podstawy. Przednia i środkowa para odnóży ma golenie zakrzywione silniej u samców niż u samic. Odnóża tylnej pary cechują się szeroko rozstawionymi biodrami. Samiec ma genitalia z prąciem zwężającym się od połowy długości aż po wąsko zaokrąglony wierzchołek. Samica ma wierzchołek pokładełka o nieregularnie powykrawanych krawędziach.

## Ekologia i występowanie
Owad saproksyliczny. Bytuje w przegrzybiałych pniakach drzew liściastych, fermentującym soku wyciekającym z uszkodzonych drzew, w owocnikach grzybów, w tym czernidłaków i żagwi oraz pod przegrzybiałym listowiem buków. Postacie dorosłe odwiedzają także kwiaty. Zimowanie odbywa się pod mchem porastającym nasady pni.
Gatunek palearktyczny o rozsiedleniu europejsko-syberyjskim. W Europie znany jest z Portugalii, Hiszpanii, Andory, Irlandii, Wielkiej Brytanii, Francji, Belgii, Luksemburga, Holandii, Niemiec, Szwajcarii, Austrii, Włoch, Danii, Szwecji, Norwegii, Finlandii, Estonii, Litwy, Polski, Czech, San Marino, Słowacji, Węgier, Białorusi, Ukrainy, Mołdawii, Monako, Rumunii, Bułgarii, Słowenii, Chorwacji, Bośni i Hercegowiny, Czarnogóry, Serbii, Albanii, Grecji oraz europejskich części Rosji i Turcji. Poza tym występuje na Zakaukaziu i Syberii.